# Chasdaj ibn Szaprut
Chasdaj ibn Szaprut (hebr. חסדאי אבן שפרוט; ur. 915 w Jaén, zm. 970 lub 990 w Kordobie) – żydowski uczony, fizyk i dyplomata.
Pełnił nieoficjalnie urząd wezyra kalifa Abd ar-Rahmana III.
Napisał słynny List do Chazarów.